# János-hegy
A János-hegy a Budai-hegység negyedik legmagasabb hegye (a Nagy-Kopasz, a Kutya-hegy és a Nagy-Szénás után), egyben Budapest legmagasabb pontja (527 méter). A hegy tetején épült Erzsébet-kilátóról körpanoráma nyílik a városra és annak környékére.

## Földrajz
A Sváb-hegytől hosszas, keskeny, nyeregszerű fennsík indul északi irányba, ennek végpontján áll a hegy. Alapkőzete a triász kori dolomitra települt dachsteini mészkő.

## A név eredete
Nevének eredetét illetően több magyarázat is van. A hegyet korábban Pozsonyi-hegynek hívták, mivel a tetejéről jó időben állítólag Pozsonyig el lehetett látni . A csúcson a 19. század elején már állt egy Szent János-szobor.  Mai neve csak az 1900-as évek elején rögzült; az északnyugati vonulat neve ugyanakkor ma is Pozsonyi-hegy. A „János” nevet vagy az egykori szoborról, vagy Óvári János grófról, Budavár 1318–37 közti rektoráról kapta.

## Közlekedés
A Gyermekvasút Jánoshegy-állomása a hegyet a Virágvölggyel összekötő sárga sáv-jelzésű turistaút és a Gyermekvasút kereszteződésénél található, 800 méterre a Libegő Budakeszi-nyeregben lévő felső állomásától. Az állomás tengerszint feletti magassága 409 méter.

## Turizmus

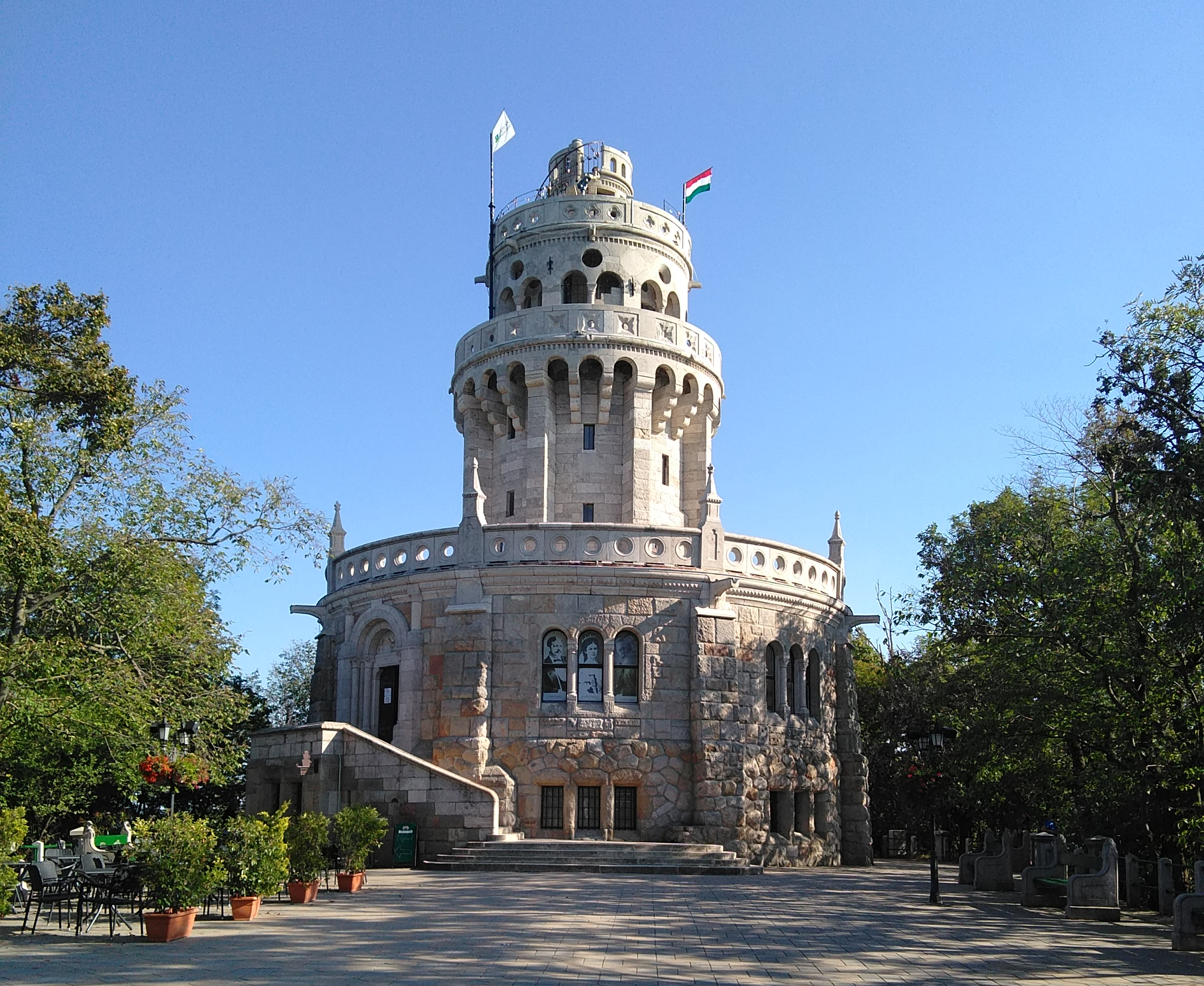
Az Erzsébet-kilátó

A János-hegy a már 19. század közepétől Buda és Pest lakóinak kedvelt kirándulóhelye volt. Legismertebb látogatója 1882-ben Erzsébet királyné volt. Ennek a látogatásnak az emlékére emelték 1908–1910 között a hegyet koronázó Erzsébet-kilátót, amit 1910. szeptember 8-án avatott fel Budapest akkori polgármestere, Bárczy István. A kilátó felépítményének alapja az ország egyik legrégebbi vasbetonszerkezete.
A kilátó megépítésének ötletét 1902-ben Budapesten a szállodások és vendéglátók 31. nemzetközi kongresszusán Glück Frigyes, a rendezvény főszervezője javasolta. Az eredeti tervet Klunzinger Pál, a főváros mérnöke készítette, amit azután Schulek Frigyes dolgozott át neoromán stílusban. A négyteraszos, kerek alaprajzú kőtorony 23,5 méter magas. Strobl Alajos Erzsébet királynéról mintázott szobra a kilátótorony előcsarnokában van felállítva, ahol a királynét ábrázoló szecessziós mozaikképeket is elhelyeztek, ezek Kölber Dezső és Tardos Krenner Viktor alkotásai; a mozaikdíszeket Róth Miksa készítette.
Emléktábla őrzi a kezdeményezők és támogatók nevét is. Az épület tetejére 101 lépcsőből álló csigalépcső vezet fel. 2005-ben teljesen felújították az addigra lepusztult és statikailag is leromlott műemlék kilátótornyot. Téli, különösen szmogos napokon gyakran előfordul, hogy miközben Budapestet sűrű köd fedi, a János-hegyen ragyogó napsütés van.

## Élővilág
A János-hegyen a Normafa-fennsíkhoz kötődően 160-180 éves bükkös és gyertyános-kocsánytalan tölgyes erdő maradt fent. A tölgyesekben egyebek mellett a Budai-hegység legkoraibb tavaszi virága, a téltemető virágzik. 
A terület az állatvilágot tekintve is a Normafához kapcsolódik.

## Képek

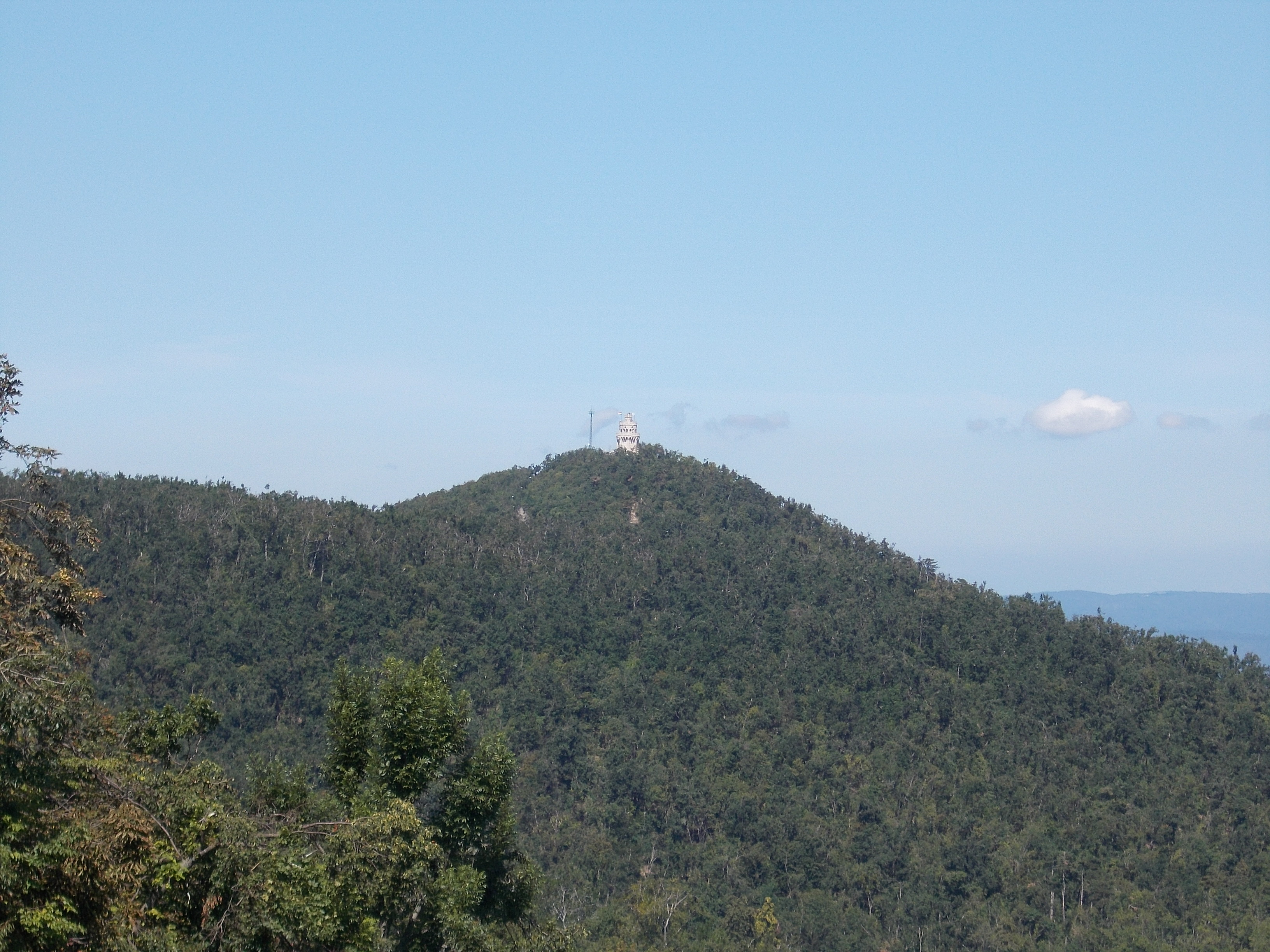
A hegy a Normafa felől
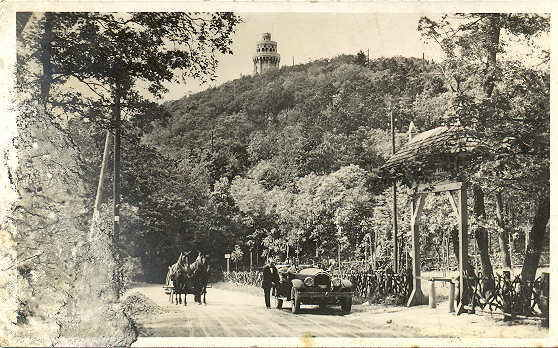
A János-hegy egy 1920 körüli felvételen
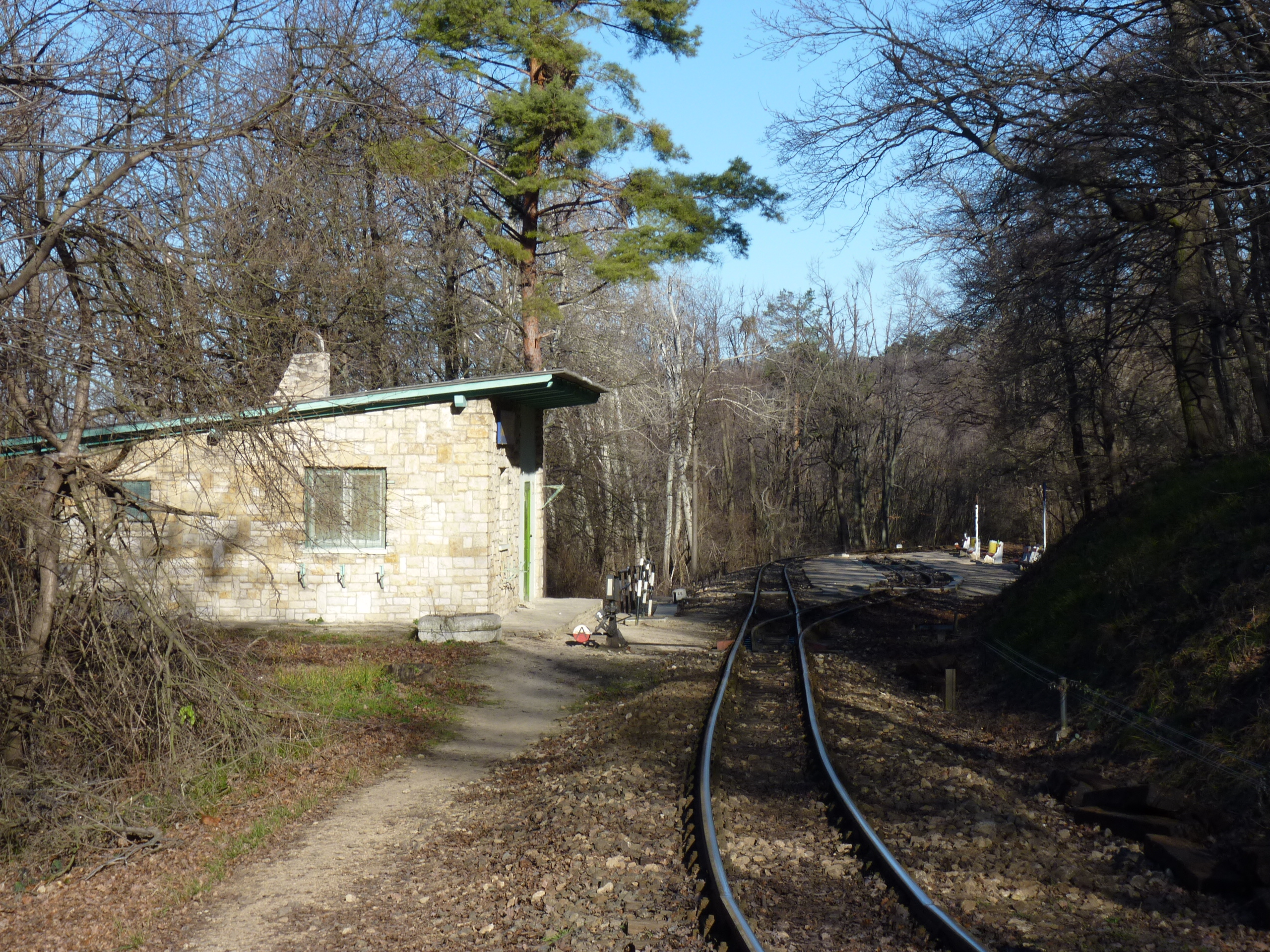
A Gyermekvasút Jánoshegy állomása
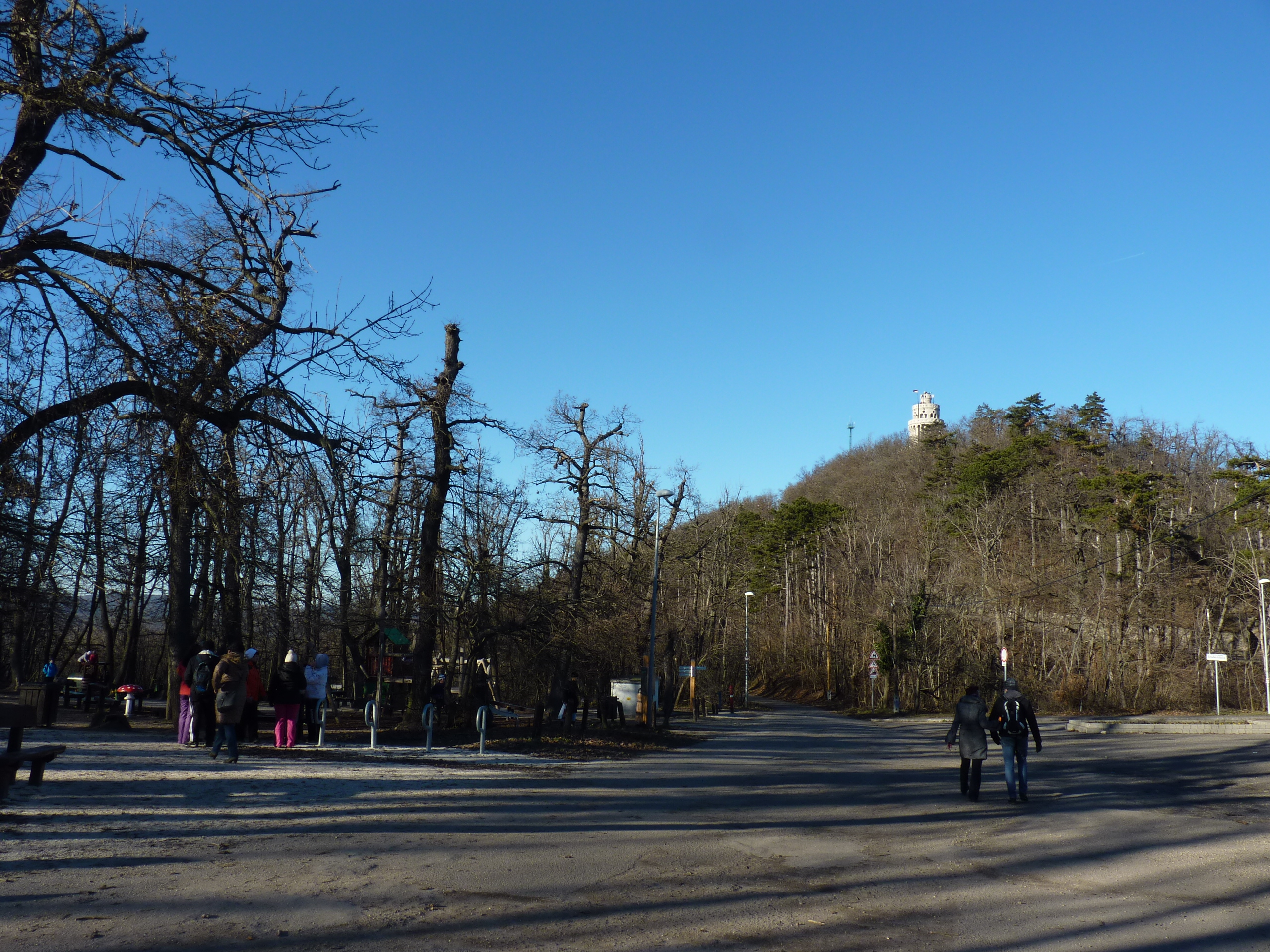
A János-hegy a Libegő felső állomása felől
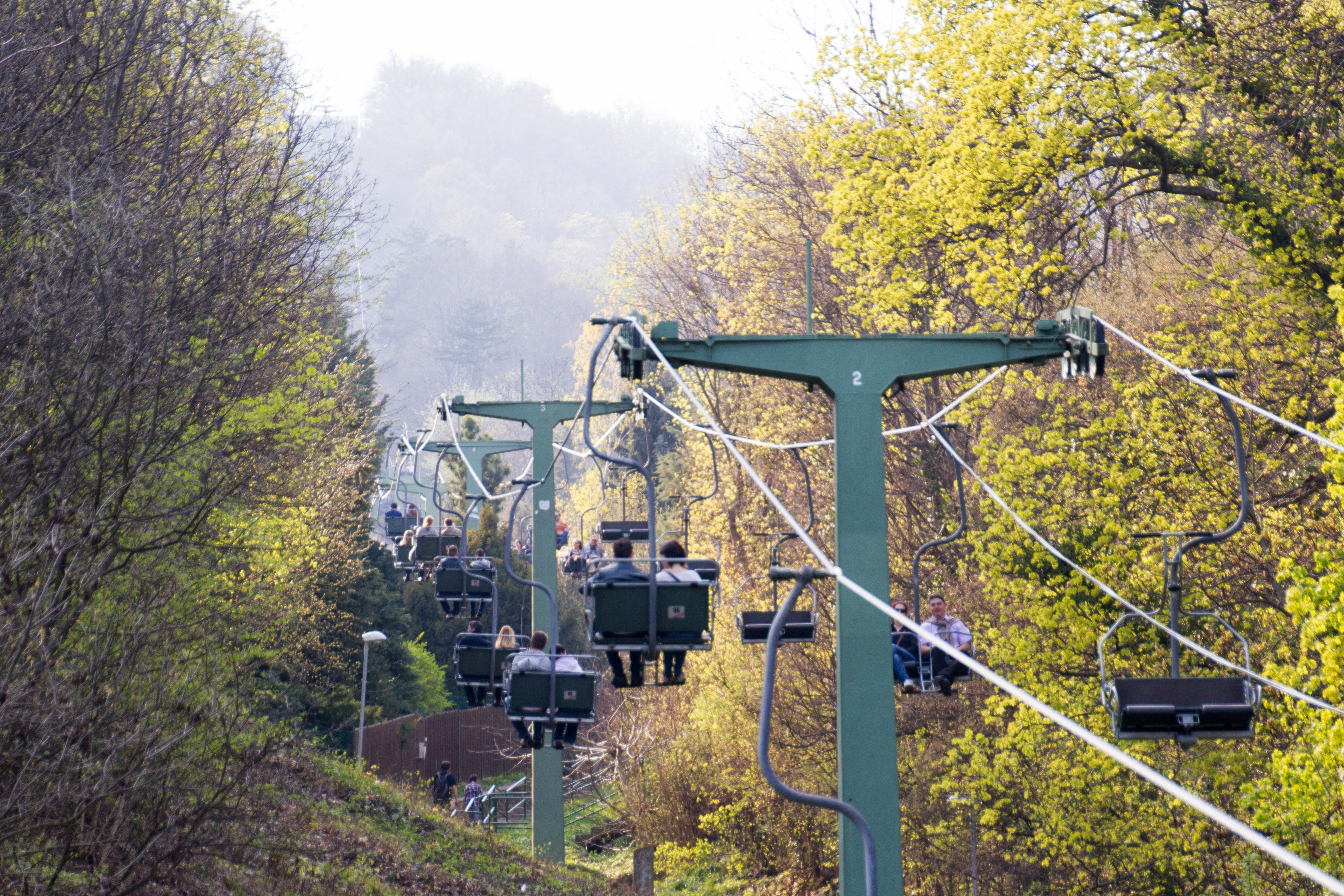
Libegő
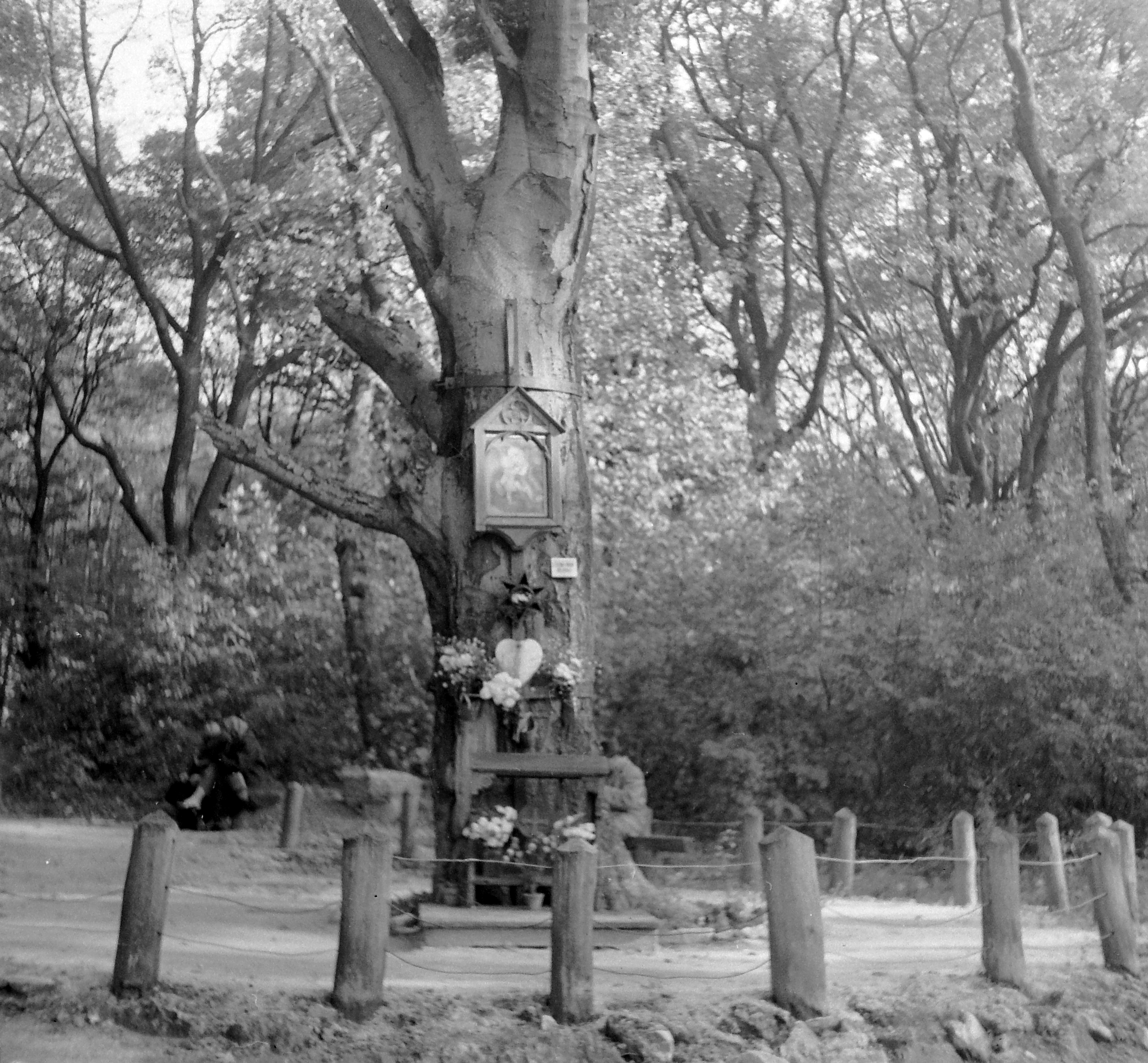
Erzsébet királyné emlékhelye (1950). A terebélyes bükkfa mára elpusztult.